# باول وايت
باول وايت (بالإنجليزية: Paul Wyatt)‏ (29 ديسمبر 1989 في المملكة المتحدة - ) هو لاعب كرة قدم بريطاني في مركز الوسط. لعب مع ريدينغ يونايتد إيسي.

## وصلات خارجية
- باول وايت على موقع قاعدة بيانات كرة القدم.إي يو (الإنجليزية)